# Neptis celebensis
Neptis celebensis är en fjärilsart som beskrevs av Carl Heinrich Hopffer 1874. Neptis celebensis ingår i släktet Neptis och familjen praktfjärilar. Inga underarter finns listade i Catalogue of Life.